# 成都鱲
成都鱲（学名：Zacco chengtui）为輻鰭魚綱鯉形目鯝科鱲属的鱼类。在中国，分布于四川等。该物种的模式产地在成都。本魚深灰色背面；在腹面白色；體側具紅色斑點；背鰭與尾鰭灰白色並散佈綠色斑點；其他的鰭紅色，觸鬚不存在，體長可達16公分，棲息在底中層水域，生活習性不明。